# Mark Wing-Davey

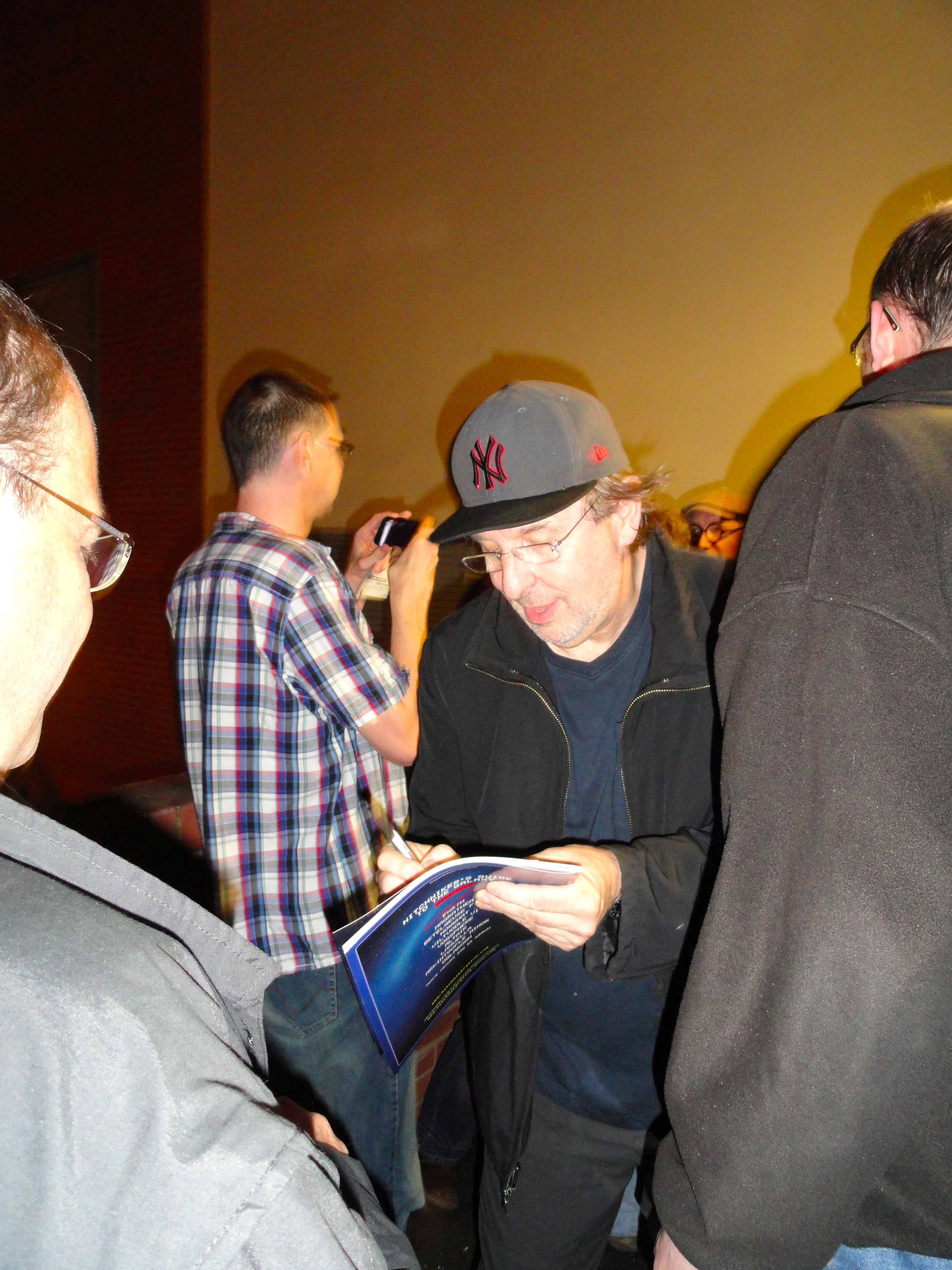
Mark Wing-Davey (2012)

Mark Wing-Davey (* 30. November 1948 in London, England) ist ein britischer Schauspieler und Theaterregisseur.

## Leben
Wing-Davey studierte an der Cambridge University, wo er zwischen 1967 und 1970 Mitglied des Theaterclubs Cambridge University Footlights Dramatic Club war. Andere prominente Mitglieder dieses Clubs waren unter anderem John Cleese, Graham Chapman und Eric Idle von Monty Python sowie Simon Jones und Douglas Adams.
Mit letzteren beiden arbeitete er an seiner bekanntesten Rolle, dem zweiköpfigen Präsidenten der Galaxis Zaphod Beeblebrox, sowohl in der BBC-Hörspielproduktion als auch in der darauffolgenden Fernsehbearbeitung von Per Anhalter durch die Galaxis. 1983 spielte er den Earl of Warwick im Fernsehspiel zu William Shakespeares dreiteiligem Drama Heinrich VI sowie Sir James Tyrrel in Richard III. Weiterhin spielte er Gastrollen in verschiedenen britischen Fernsehserien wie Dempsey & Makepeace und Absolutely Fabulous. Ab 2003 wiederholte er seine Rolle als Zaphod Beeblebrox in den Fortsetzungen des Hörspiels Per Anhalter durch die Galaxis, Das Leben, das Universum und der ganze Rest sowie Macht’s gut, und danke für den Fisch. Er sprach zudem die Rolle des Judge Ghis im Computerspiel Final Fantasy XII.
Danach arbeitete er hauptsächlich am Theater als Schauspieler und Regisseur, unter anderem an der Off-Broadway-Production Unconditional, welche von Philip Seymour Hoffmans Theatergruppe LAByrinth Theater Company aufgeführt wird.

## Filmografie (Auswahl)
- 1976: Out of the Trees
- 1976: Ready When You Are Mr. McGill
- 1976: The Glittering Prizes
- 1977: Play for Today
- 1980: A Question of Guilt
- 1980: Breaking Glass
- 1981: Per Anhalter durch die Galaxis (The Hitch Hikers Guide to the Galaxy)
- 1983: Henry VI
- 1983: Richard III
- 1983: Gentleman in Moskau (An Englishman abroad)
- 1984: A Winter Harvest
- 1985: Dempsey & Makepeace
- 1989: Der Dank des Vaterlandes (Tumbledown)
- 1991: Allein gegen den Wind (One Against the Wind)